# إنجي جمال
إنجي جمال( 11 ديسمبر 1982[بحاجة لمصدر]-) مخرجة أغاني مصورة لبنانية.

## حياتها الخاصة
ولدت في بيروت أصلها من شمال لبنان ولدت لأب لبناني و لأمّ مصرية، تزوّجت في أكتوبر من العام 2008 من اللبناني فارس جمال رزقت منه بثلاثة  آية  ،مدى وزاد، زوجها ووالدها هما الشخصان الأكثر دعماً لها في حياتها المهنيّة وعائلياً.[بحاجة لمصدر]

## مشوارها المهني
بدايتها العملية كانت في تحرير الأخبار بالتلفزيون، عندما قرّرت دراسة الإخراج لم يرحّب والدها بالفكرة أبداً، عملت في قسم الإعلانات الخاصة بالبرامج على فترة أربع سنوات، أنجزت في هذه الفترة ما يفوق الخمسين إعلاناً، إصابة في رجلها منعتها من ممارسة كرة السلّة، مقيمة في الإمارات العربية المتحدة،أول فيديو كليب أخرجته كان مجنون ل رامي عياش وجرى تصويره في دبي عام 2012 

## أعمالها
- مجنون، جبران رامي عياش
- حبايبي، سيرين عبد النور
- ازاي انساك، ملكة جمال الكون هيفاء وهبي
- يلا نانسي عجرم
- نحنا بالبترون،دارين حدشيتي
- ملهوفة لصوتك، ابتحداك،أحلام الشامسي [2]
- حب كل حياتي، يا مرايتي اليسا
- غمرني وشد-كلمة مايا دياب
- محصلش حاجة،سميرة سعيد
- يا مرايتي، اليسا
- سهرنا يا ليل، اليسا
- مثل النسيم، نوال الكويتية
- عكس اللي شايفينها،اليسا
- إلى كل اللي بيحبوني،اليسا
- كرهني،اليسا

## وصلات خارجية
- إنجي جمال على موقع قاعدة بيانات الأفلام العربية